# 圣若翰洗者小堂 (锡耶纳)

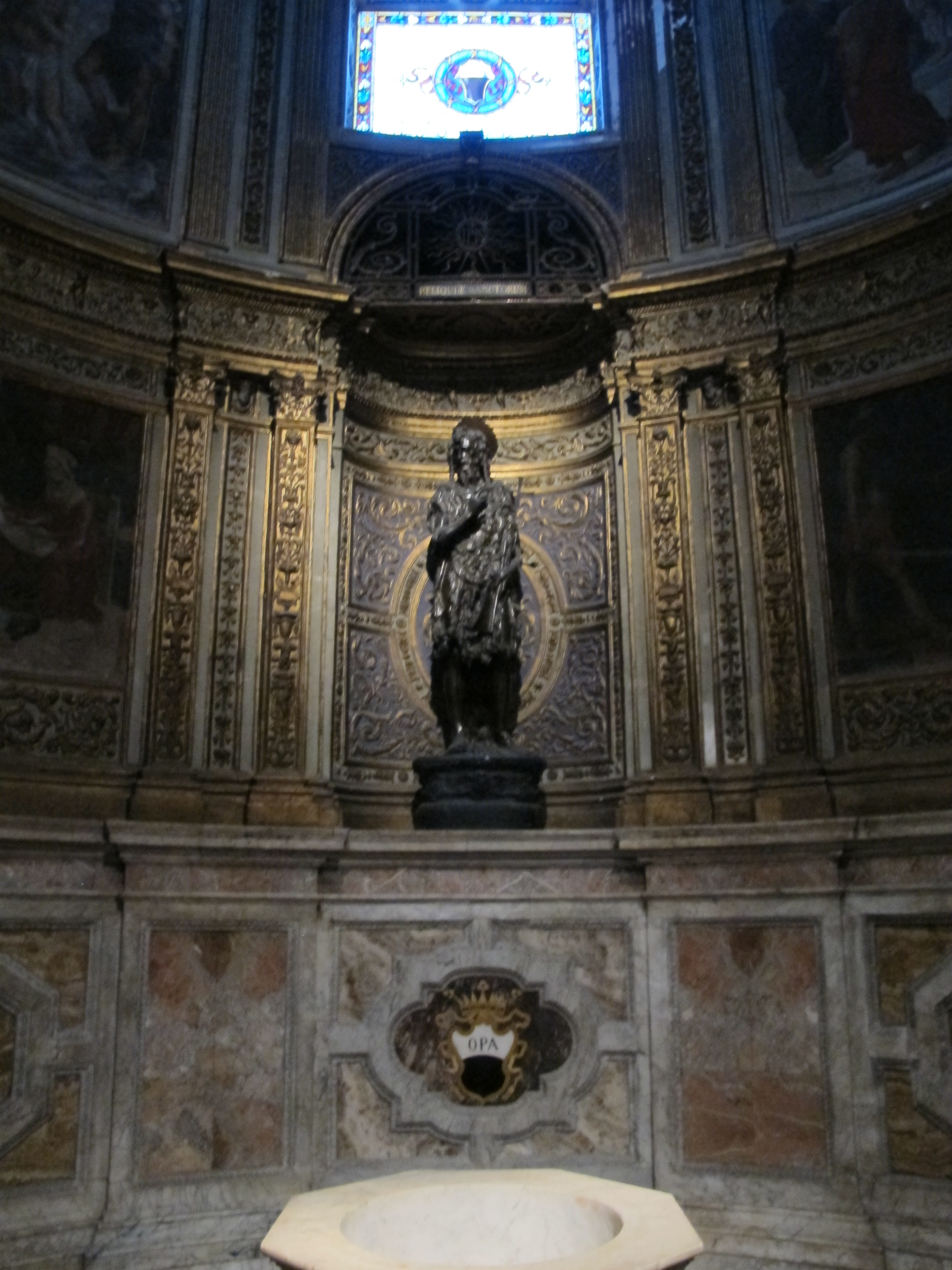

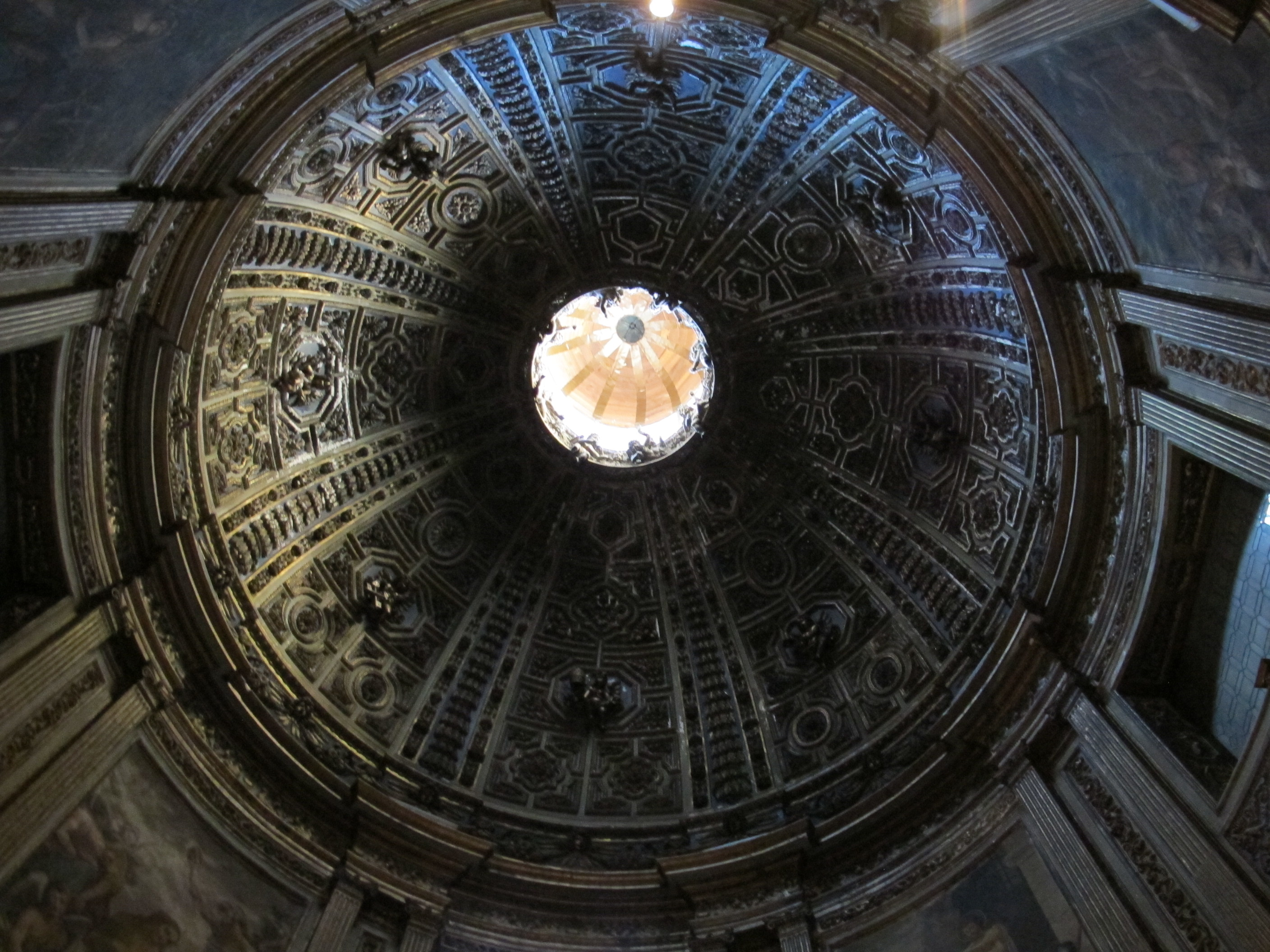

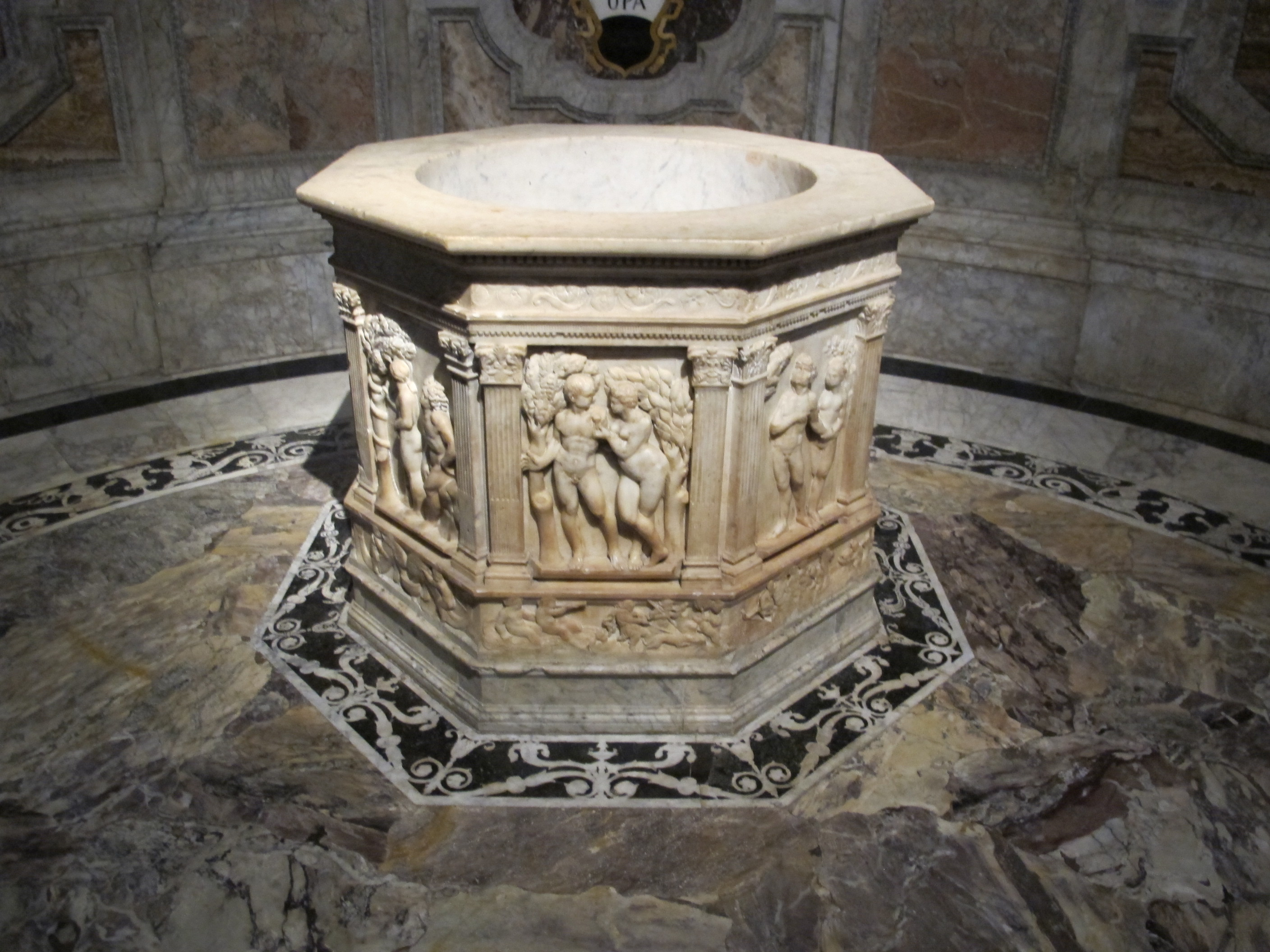
Pozzetto del Sabato santo, Antonio Federighi, 1465-1468

圣若翰洗者小堂（Cappella di San Giovanni Battista）是锡耶纳主教座堂的一个小堂，建于1482年，拥有多纳太罗著名的雕像《洗者若翰》（1455年），湿壁画由平图里基奥（Pinturicchio）绘制于1504-1505年。

## 历史
1464年，教宗庇护二世将施洗约翰的右臂带到锡耶纳，1482年，开始建造一座小堂来存放，委托给雕塑家乔瓦尼·迪斯蒂法诺。1501年，多纳泰罗于1455年在佛罗伦萨雕刻的青铜雕塑《洗者若翰》放置在这座小堂。1502年，建筑工程完成。
1504年左右，平图里基奥受委托装饰小堂，绘制圣若翰洗者故事的湿壁画，当时教宗庇护三世突然去世。

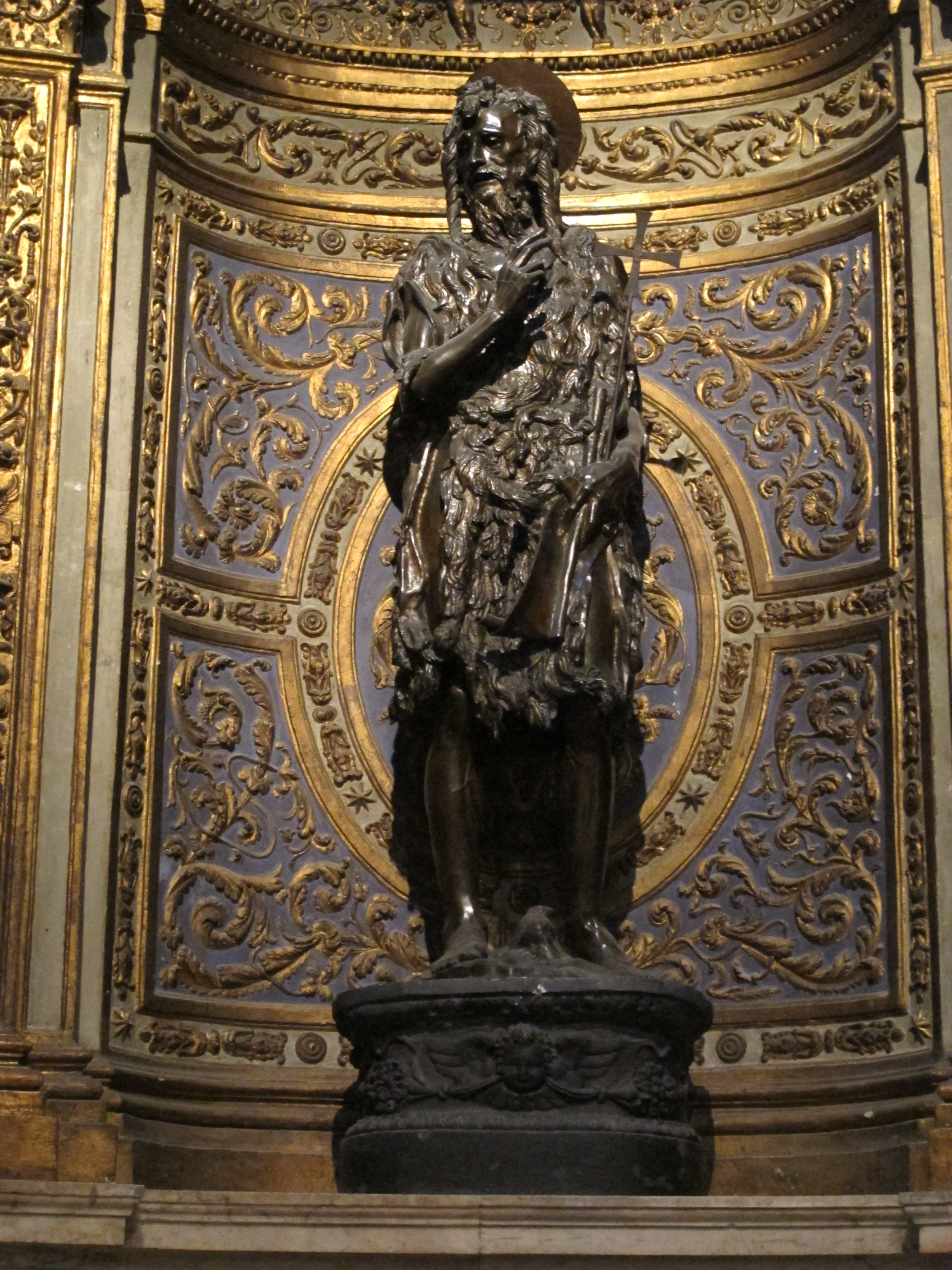
多纳太罗《洗者若翰》
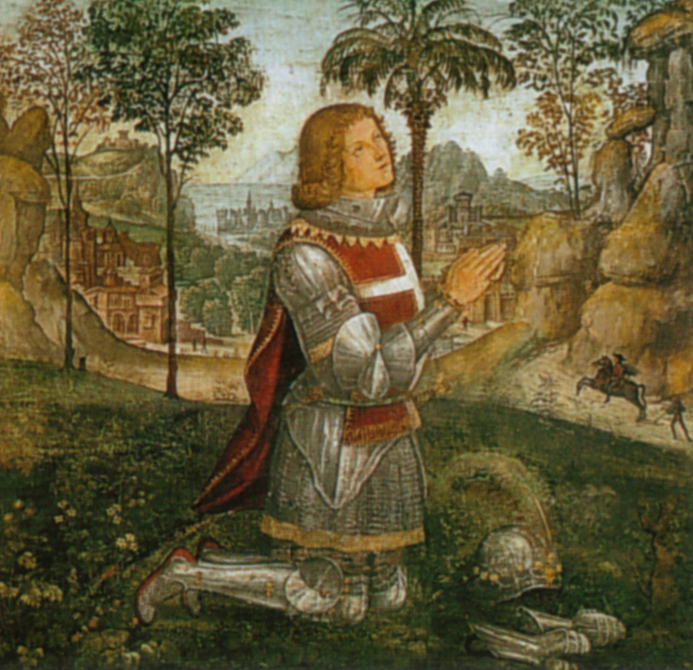
平图里基奥, Ritratto di giovane cavaliere, 1504-1505
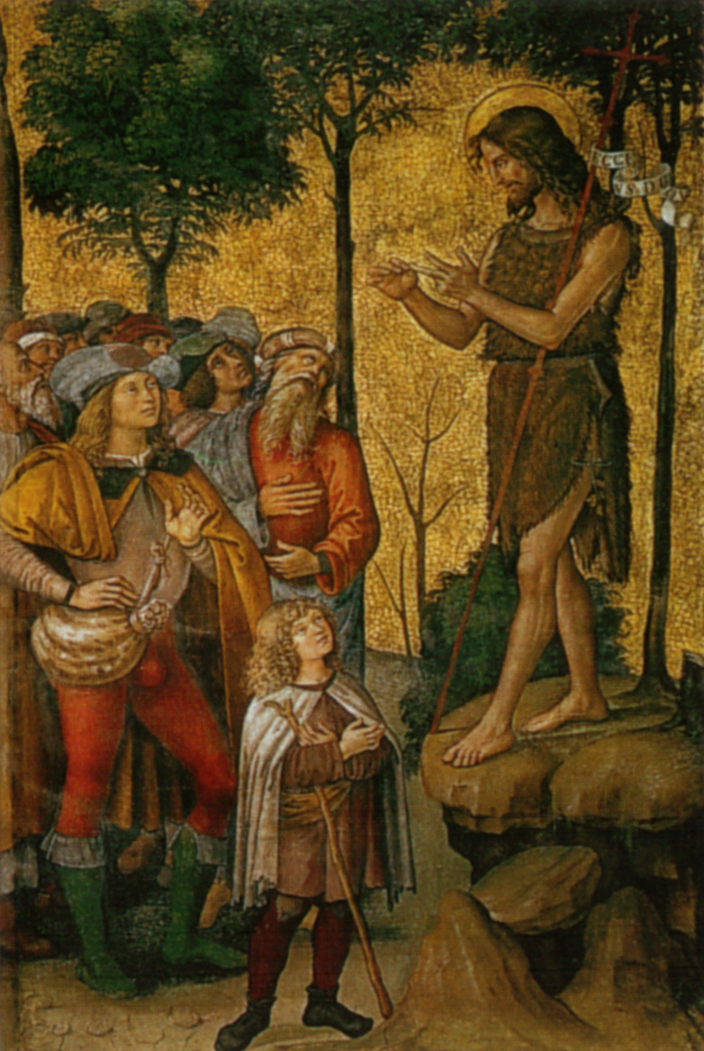
平图里基奥, Predica di san Giovanni, 1504-1505
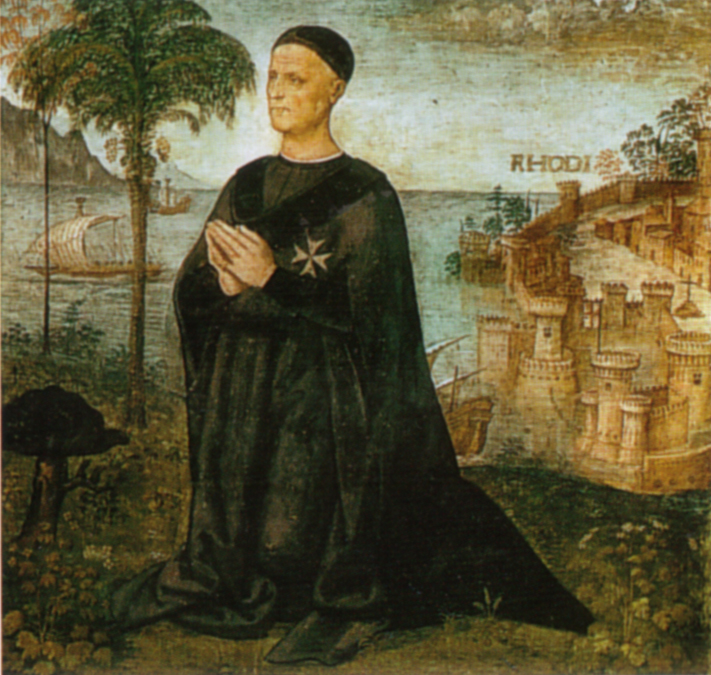
平图里基奥, Ritratto di Alberto Aringhieri, 1504-1505